# Hawaiians Stadium Iwaki
Das Hawaiians Stadium Iwaki (jap. ハワイアンズスタジアムいわき') ist ein Fußballstadion in der japanischen Stadt Iwaki, Präfektur Fukushima. Durch einen Sponsorenvertrags trägt die Anlage momentan den Namen Hawaiians Stadium Iwaki. 

## Geschichte
Die 1995 eröffnete Sportstätte ist die Heimspielstätte des Fußballvereins Iwaki FC, der momentan in der J2 League, der zweithöchsten Liga des Landes, spielt. Die Anlage bietet Platz für 5600 Zuschauer. Bis Oktober 2023 war es als Iwaki Greenfield Stadium bekannt. Seit dem 1. Oktober 2023 wurde es in Hawaiians Stadium Iwaki umbenannt. Der Vertrag mit der Joban Kosan Co.,Ltd. läuft fünf Jahre vom 1. Oktober 2023 bis zum 30. September 2028.

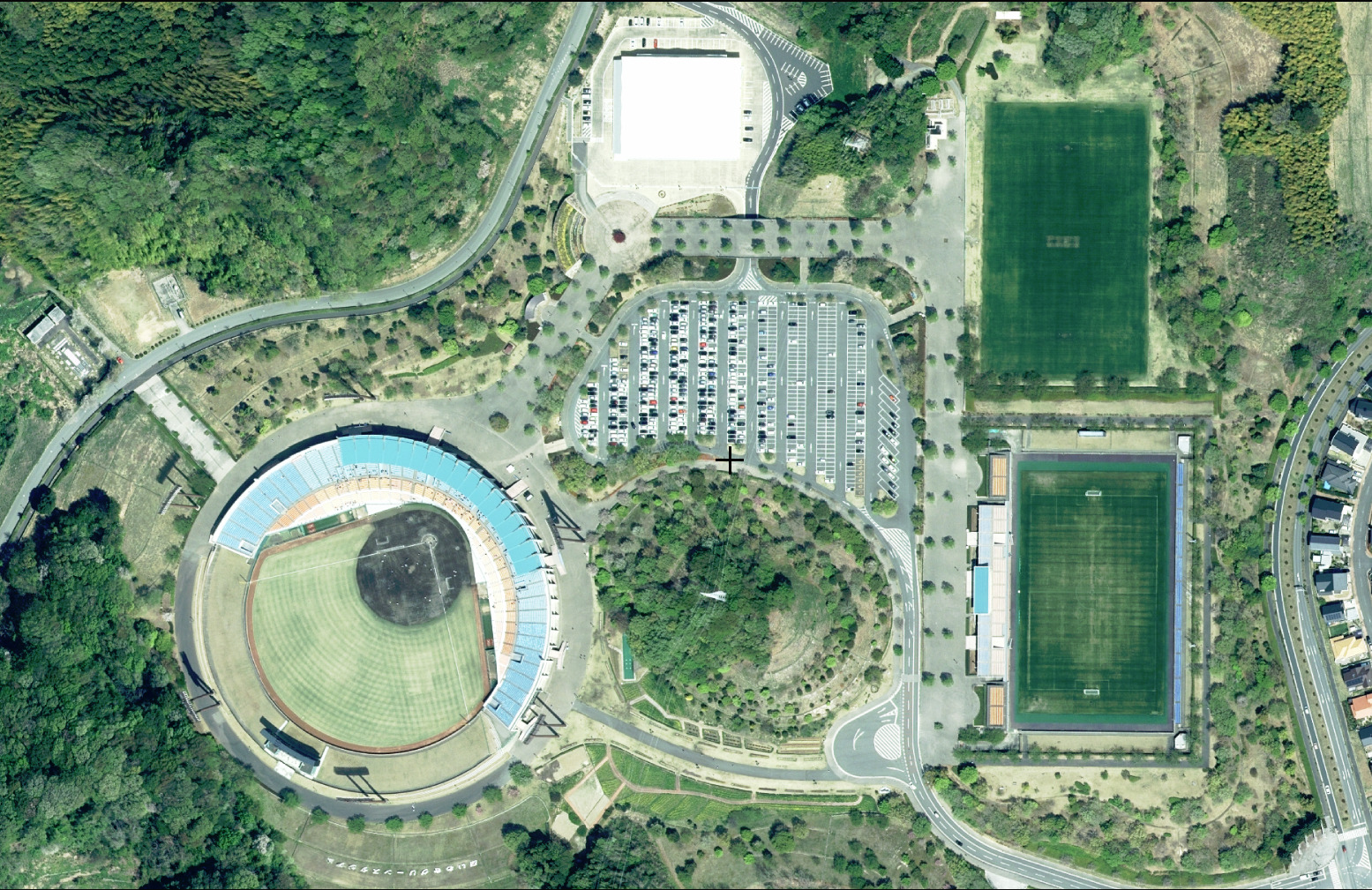
Luftbild des Hawaiians Stadium Iwaki (unten rechts), des Baseballstadions Iwaki Green Stadium (unten links), der Futsalhalle Iwaki Green Base (oben, Mitte) und der Bocciabahn (oben rechts) vom Mai 2021